# Outscale
Outscale est une entreprise française spécialisée dans le cloud computing (informatique en nuage) qui propose des services d'infrastructure en tant que service (IaaS). Fondée en 2010 en France avec le soutien de Dassault Systèmes, Outscale est implanté en Europe, en Asie et aux États-Unis.

## Historique

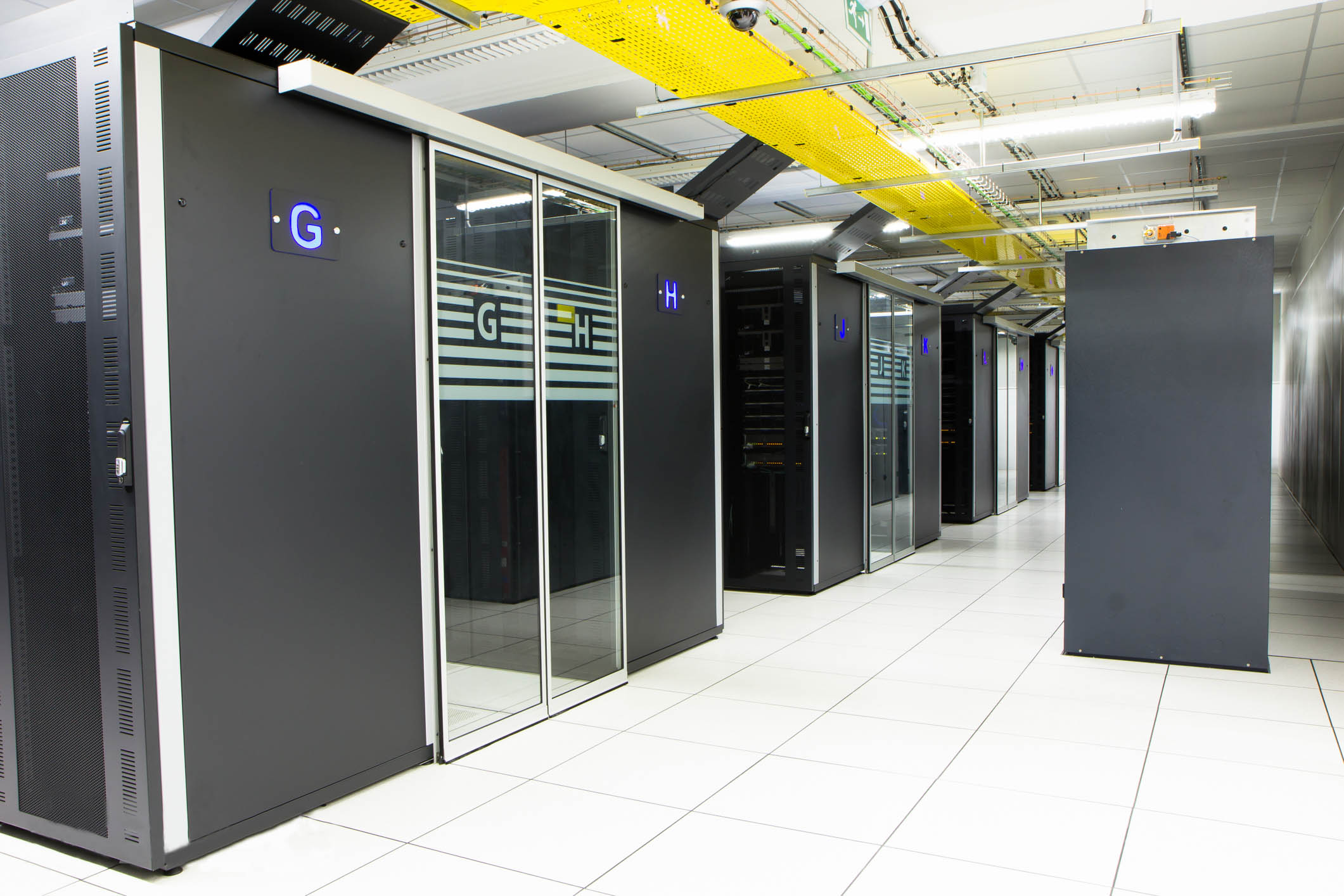
Centre de données d'Outscale.

En 2010, une initiative est poussée en France pour faire face entre autres à l'hégémonie de certains géants américains en matière de cloud.
En mars 2010, Bernard Charlès, président-directeur général de Dassault Systèmes, alerte les pouvoirs publics sur les problèmes liés à la gouvernance des données pour les entreprises françaises, et donc sur la nécessité pour la France de se doter d'un cloud français. François Fillon, Premier ministre en 2010, veut apporter une réponse en lançant le projet Andromède. À l’initiative de ce projet, Dassault Systèmes se désiste du programme public formé finalement par Thales et Orange d'une part, qui lanceront Cloudwatt, et par SFR et Bull d'autre part, qui lanceront Numergy.
Dans ce contexte, la société Outscale est créée en octobre 2010, avec à sa tête Laurent Seror, ex-directeur Cloud computing de Dassault Systèmes et fondateur d'Agarik (qui deviendra une filiale de Bull, à son tour acheté par le groupe Atos) afin de conserver la souveraineté des données,.

### 2014
En avril 2014, la société Outscale est le deuxième acteur mondial du cloud computing de type infrastructure as a service (IaaS) à s’installer en Chine,, avec l’ouverture d’un centre de données à Hong Kong. Outscale a été précédée par Rackspace (en), qui a lancé son service à Hong Kong en octobre 2013,.

### 2015
En septembre 2015, Outscale reçoit la certification Cloud and Managed Services Provider (CMSP) Advanced par Cisco, qui récompense l’expertise de l’entreprise.

### 2016
Peu de temps après la mise à disponibilité de l’application O2S pour le système d’application Android, l’entreprise propose la compatibilité avec le système d’exploitation iOS sur l'App Store en février 2016.
En septembre 2016, étant la première entreprise à proposer ce service en France, Outscale devient un précepteur dans le domaine du Cloud Computing français en lançant la facturation à la seconde.

### 2017
En mars 2017, Outscale crée un quatrième centre de données dans la Silicon Valley, devenant ainsi le premier cloud français à s'implanter dans cette région des États-Unis. Cela permet à l'entreprise d'améliorer une nouvelle fois sa place sur le marché américain.
Afin d’aider ses clients à acquérir des compétences dans le domaine du Cloud Computing, Outscale lance son offre Outscale Professional Services en avril 2017.
En novembre, la certification ISO 27001:2013 précédemment acquise est auditée de manière périodique comme convenu dans les exigences de la norme. En plus de renouveler la certification et d’être entièrement conforme aux normes exigées, Outscale étend le périmètre de la certification sur la totalité de l’infrastructure qui inclut désormais son service de recherche et développement.
Durant le mois de décembre, Outscale remporte le Cisco Excellence Award EMEA pour la qualité et l'avance technologique de son architecture cloud.

### 2018
En mars 2018, Outscale est le premier acteur cloud français à devenir « Partenaire Preferred » au sein du programme Nvidia Partner Network (NPN).
Annoncée le 21 juin, lors de l’édition 2018 des Cloud Days, Outscale lance sa nouvelle offre, Cloud Secteur Public.

### 2023
En décembre 2023, Outscale est certifié SecNumCloud 3.2 par l'ANSSI. C'est le premier acteur de cloud à obtenir cette qualification.

## Partenariats
La société est partenaire du cabinet d’études Markess, avec lequel elle produit des études baptisées Cloud Insights autour du domaine du cloud computing.